# Huff Village State Historic Site (32MO11)
Huff Village er en stor mandan-by, der var beboet i nogle årtier på et tidspunkt mellem (mest sandsynligt) år 1400 og 1500.:73 og 164  Den ligger på vestsiden af Missouri River i Morton County i North Dakota lige ved en stejl skrænt ned til floden. Stedet er registreret som et State Historic Site.:136 
Byen skiller sig ud fra flere andre af mandan-indianernes byer ved at dække et areal på 4,8 ha og bestå af over hundrede aflange (ikke runde eller ovale) jordhytter placeret i lidt irregulære rækker. Byen var beskyttet af en form for palisade med en samlet længde på knap 700 meter og med ti bastioner. Desuden var der gravet en forsvarsgrøft, der løb langs palisaden.:136  En åben plads i byen på 1500 kvadratmeter minder om pladsen foran ceremonihytten i historiske byer. Der er fundet små køkkenmøddinger eller affaldsbunker med bl.a. bisonknogler, aske og jord fra ildsteder samt potteskår.:139  En teori om at Huff var en fast beboet by fra år 1400 og to århundrede frem er opgivet bl.a. på grund af de ubetydelige affaldsbunker, sammenlignet med f.eks. køkkenmøddingerne i Double Ditch.:180  Byen rummer et stort antal klokkeformede, underjordiske majsmagasiner, der generelt er konstrueret udenfor jordhytterne. Pladsen i de skjulte forrådskamre nærmer sig 2500 kubikmeter og giver et fingerpeg om et flittig og rigt agerbrugssamfund.:139 

## Galleri
- Kort over mandan-byen Huff (32MO11)